# Meredith Willson
Robert Meredith Willson (18 de maig de 1902 – 15 de juny de 1984) fou un compositor estatunidenc, flautista, director d'orquestra i dramaturg, més conegut per escriure el llibre, la música i les lletres del famós musical de Broadway The Music Man ("L'home de la música"). També va escriure tres altres musicals de Broadway, va compondre simfonies i cançons populars, i les bandes sonores de pel·lícules van ser nominades dues vegades als Premis Oscar.

## Primers anys
Willson va néixer a  Mason City, a l'estat d'Iowa, fill de John David Willson i Rosalie Reiniger Willson. Va tenir un germà dos anys més gran, en John Cedrick, i una germana 12 anys més gran, l'autor de llibres per nens, Dixie Willson. Va anar a l'Institut d'art musical Franc Damrosch (més tard anomenat Juilliard Escola) a la ciutat de Nova York. Es va casar amb la seva xicota de l'institut, Elizabeth "Peggy" Wilson, el 29 d'agost de 1920. Willson tocava la flauta i el flautí, i fou membre de la banda musical John Philip Sousa des del 1921 fins al 1923, i de la Nova York Philharmonic Orquestra sota la direcció Arturo Toscanini (1924–1929). Willson llavors es va mudar a San Francisco, Califòrnia, on treballà de director musical per la cadena de ràdio KFRC , i més tard també de director musical a la NBC xarxa radio dins de Hollywood.

## Hollywood

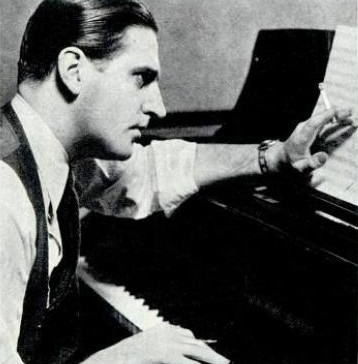
Willson l'any 1937.

El seu treball en el món de les pel·lícules va incloure compondre la banda sonora d'El Gran Dictador del director Charlie Chaplin (1940) (nomenada al de Premi de l'Acadèmia dels Oscars per la millor banda sonora original), i l'arranjament de música per a la banda sonora de la pel·lícula Les Poques Guineus (1941) de William Wyler (nomenada al  Premi de l'Acadèmia dels Oscars per a la millor música d'una Fotografia Dramàtica).
Durant la  Segona Guerra Mundial, va treballar per les forces armades al Servei Radiofònic dels Estats Units. La seva feina a l'AFRS va portar-lo a formar una banda amb George Burns, Gracie Allen i Bill Goodwin. Va treballar amb tot tres com a líder de la banda, i va aparèixer regularment en el programa de radio Burns and Allen, en el qual feia d'home tímid, sempre intentant aconseguir consells sobre dones. El seu personatge era bàsicament una versió masculina del personatge de Gracie Allen.
El 1942, Willson va tenir el seu propi rograma a la NBC. Meredith Willson¡s Music era una substitució d'estiu pel programa Fibber McGee i Molly.

## Músiques de films
- 1929: The Lost Zeppelin d'Edward Sloman
- 1940: The Great Dictator de Charlie Chaplin (coautor de la música, amb Chaplin)
- 1941: La lloba de William Wyler
- 1962: The Music Man de Morton DaCosta, amb Robert Preston, Shirley Jones, Ron Howard
- 1964: The Unsinkable Molly Brown de Charles Walters, amb Debbie Reynolds, Ed Begley

## Llegat
- El 23 de juny del 1987 fou premiat, pòstumament, amb la Medalla Presidencial de Llibertat pel resident Ronald Reagan.
- El 1999, el servei Postal dels Estats Units va emetre un segell de correus amb la imatge de Meredith Willson.
- La casa on Willson va viure durant la seva infantesa a Iowa, és actualment part de la "The Music Man Square", que va inaugurar-se la primavera del 2002.[5] La seva vídua, Rosemary, va fer aquesta donació a la plaça. [6]
- El seu alma mater, Juilliard School, va dedicar la seva primera i única residència a Willson el 2005.[7]
- En Paul McCartney, a través de la seva empresa de Comunicacions del MPL, controla els drets del catàleg de cançons de Willson.
- Els treballs de Willson poden ser trobats al Michael Feinstein Gran americà Songbook Iniciativa, col·lecció a la qual es pot accedir aquí Arxivat 2014-12-30 a Wayback Machine..